# Pías (Zamora)
Pías es un municipio y localidad española de la provincia de Zamora, en la comunidad autónoma de Castilla y León.
Situado al noroeste de la provincia, pertenece a la comarca de Sanabria, dentro del área denominado como Alta Sanabria, o «As Portelas» en gallego. Su municipio integra las localidades de Barjacoba, Pías y Villanueva de la Sierra. Es uno de los municipios bilingües de la provincia de Zamora, ya que sus habitantes utilizan habitualmente tanto el castellano como el gallego.

## Topónimo
Se trata sin duda de la forma gallega de "pila" (concavidad excavada en piedra), cuyo origen puede ser tanto la referencia a un elemento de la cultura pastoril o, como más probable, a un resto arqueológico destacado, como una sepultura antropomorfa en piedra. Si no alude a una sepultura excavada en roca, puede ser otra la explicación. Más probable que un abrevadero, es la referencia a cavidades picadas en una lancha o roca plana que aflora al suelo. En Paradela de Mogadouro (Portugal), se dice de un paraje llamado Lombo das Pias que fue obra de pastores y cabreros que las usaban como recipiente para el ordeño directo de su ganado durante las meriendas; allí se migaba, sobre la roca, el pan de centeno. Lo mismo ocurría en las Hurdes, donde tales cavidades servían para el ordeño in situ y el almacenamiento de leche de las cabras.

## Historia

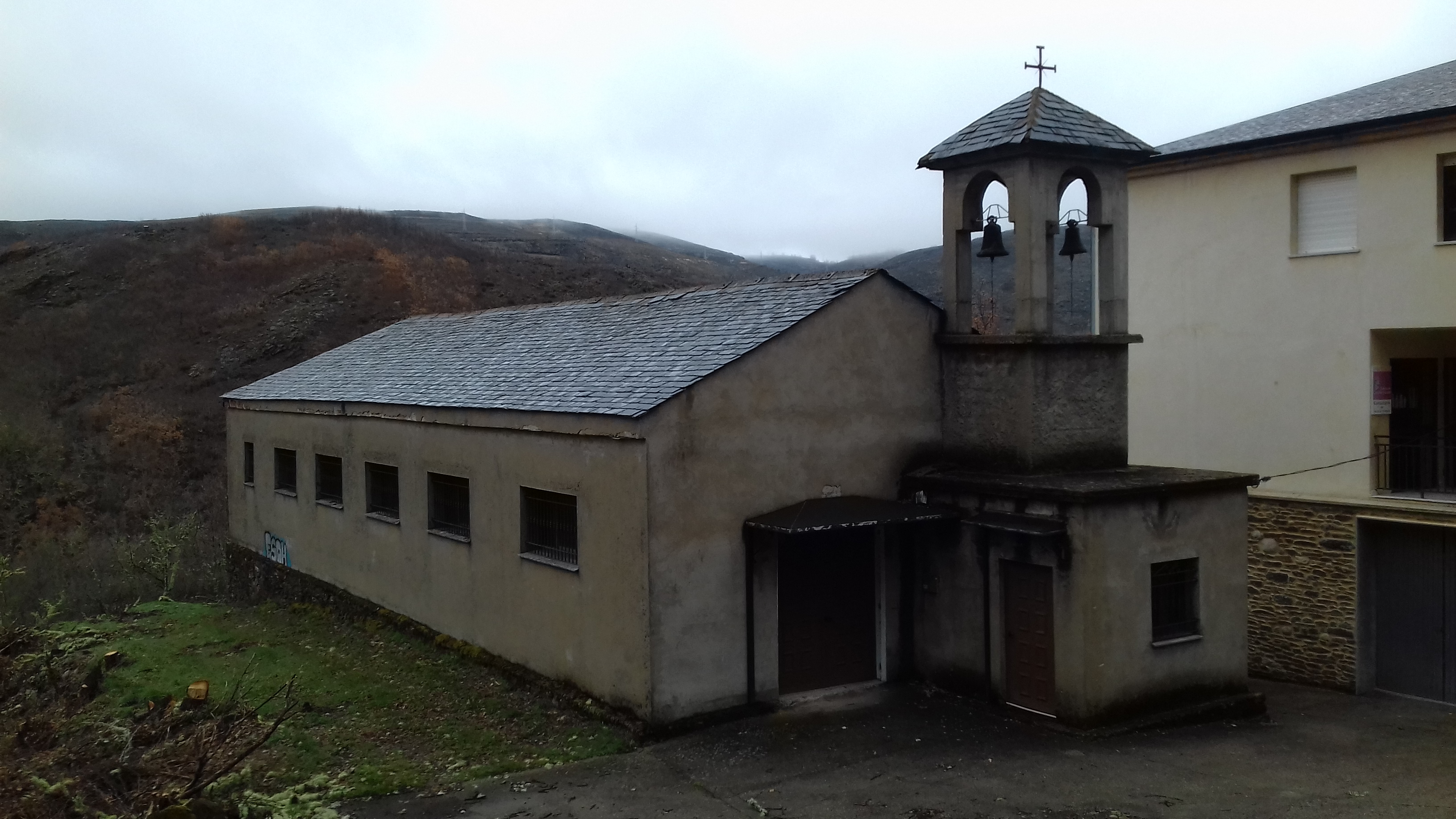
Iglesia parroquial.

No existen muchas referencias históricas sobre este territorio, los restos de castros y murallas defensivas, reutilizadas después por los romanos en el entorno próximo, indican una cultura castreña como primer antecedente histórico. Podría decirse que su naturaleza étnica era astur ya que, en la época prerromana, estos habitaron desde la costa cantábrica hasta el noroeste de Portugal. Existen referencias, al respecto en las batallas que mantuvieron con Augusto del 29 al 19 a. C.
Los romanos fundaron “Urbs Sanabria”, sobre un primitivo castro celta, extendiendo su hegemonía desde Sanabria y alcanzando tanto el territorio de Pías como el pueblo vecino de Porto. Durante este periodo, crearon toda una serie de infraestructuras –principalmente caminos y puentes- mediante los cuales controlaban todo el territorio. Quedan vestigios de su cultura reflejados en hornos de pan, fuentes y restos de puentes.
Las primeras referencias documentales a Pías son del siglo XII. Es citado como «uno villar que uocitant Pilas» en 1154, pero ya Pias en 1198 y sucesivamente: «de Porto et de Pias quia non est de commenda de Senabria nec de Roureda» (1222), «inter Pias et Villamnouam» (1226). Todas estas referencias están relacionadas, en mayor o menor grado, con el proceso repoblador emprendido por los reyes leoneses para asegurar su segurar sus posiciones tras la Reconquista. En noviembre del año 1222 el rey Alfonso IX de León concedió las localidades de Pías y Porto a la Orden de Santiago, pasando a formar parte de la encomienda de Castrotorafe. Debido a este hecho, Pías perteneció eclesiásticamente a la diócesis de León de Santiago (que agrupaba los territorios leoneses de la Orden de Santiago) hasta su disolución por orden papal en el año 1873.
El municipio de Pías y el vecino de Porto estuvieron integrados en el Reino de León y la posterior Región Leonesa. Por este motivo fue parte del territorio correspondiente a la jurisdicción del «Adelantamiento del reino de León». Posteriormente fue una de las localidades que perteneció a la «Provincia de las Tierras del Conde de Benavente» —que dependía para el voto en Cortes de Valladolid—, dentro del grupo de localidades de «Sanabria y su Tierra». Únicamente en un proyecto de división provincial que se tramitó durante el Trienio Liberal, el municipio se agregó a la provincia de Orense. Finalmente, con la creación de las actuales provincias en 1833, Pías quedó adscrito a la provincia de Zamora, dentro de la Región Leonesa, la cual, como todas las regiones españolas de la época, carecía de competencias administrativas. Tras la constitución de 1978, este municipio pasó a formar parte en 1983 de la comunidad autónoma de Castilla y León, junto con el resto de municipios de la provincia de Zamora.

## Geografía humana

### Núcleos de población
El municipio se divide en tres núcleos de población, que poseían la siguiente población en 2024 según el INE.
| Núcleo de población     | Población |
| ----------------------- | --------- |
| Barjacoba               | 45        |
| Villanueva de la Sierra | 37        |
| Pías                    | 11        |

### Demografía
Cuenta con una población de 94 habitantes (INE 2024).
| Gráfica de evolución demográfica de Pías entre 1842 y 2021 |
| |
| Población de derecho según los censos de población del INE Población de hecho según los censos de población del INEEntre el censo de 1857 y el anterior, crece el término del municipio porque incorpora a 495012 (Barjacoba) y 495163 (Villanueva de la Sierra) |

Pías es en la actualidad el municipio menos poblado de Sanabria.